# Svenskt pass

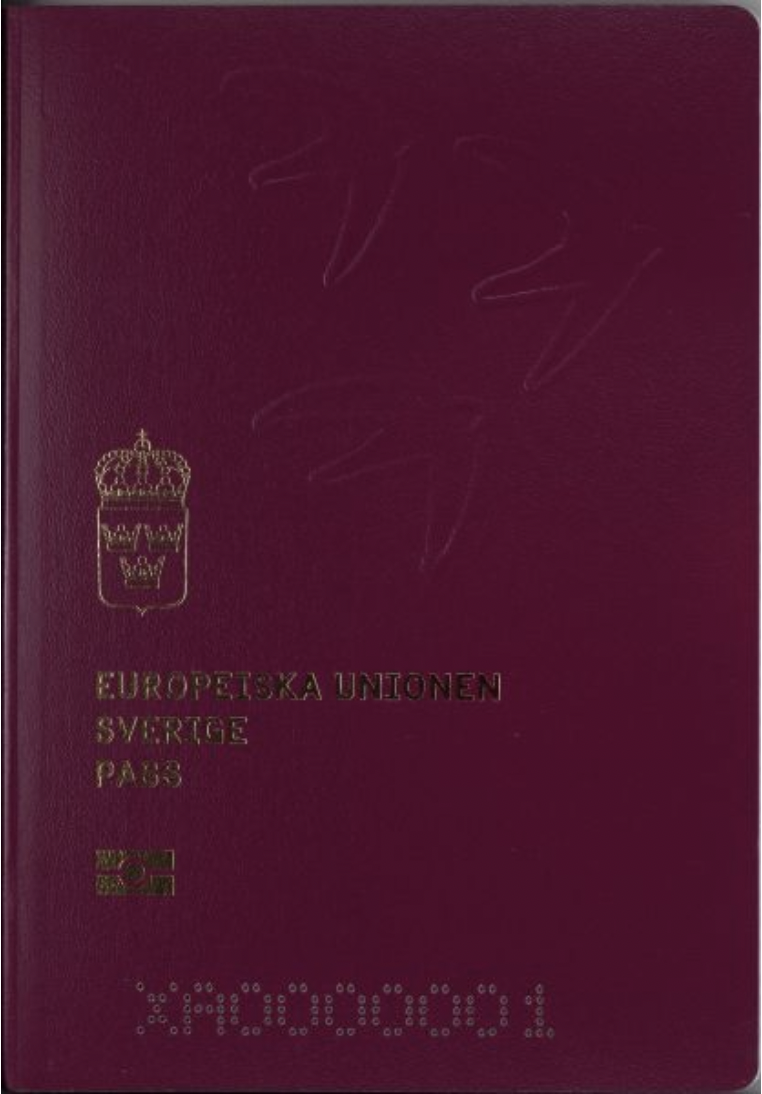
Omslag till ett svenskt pass.

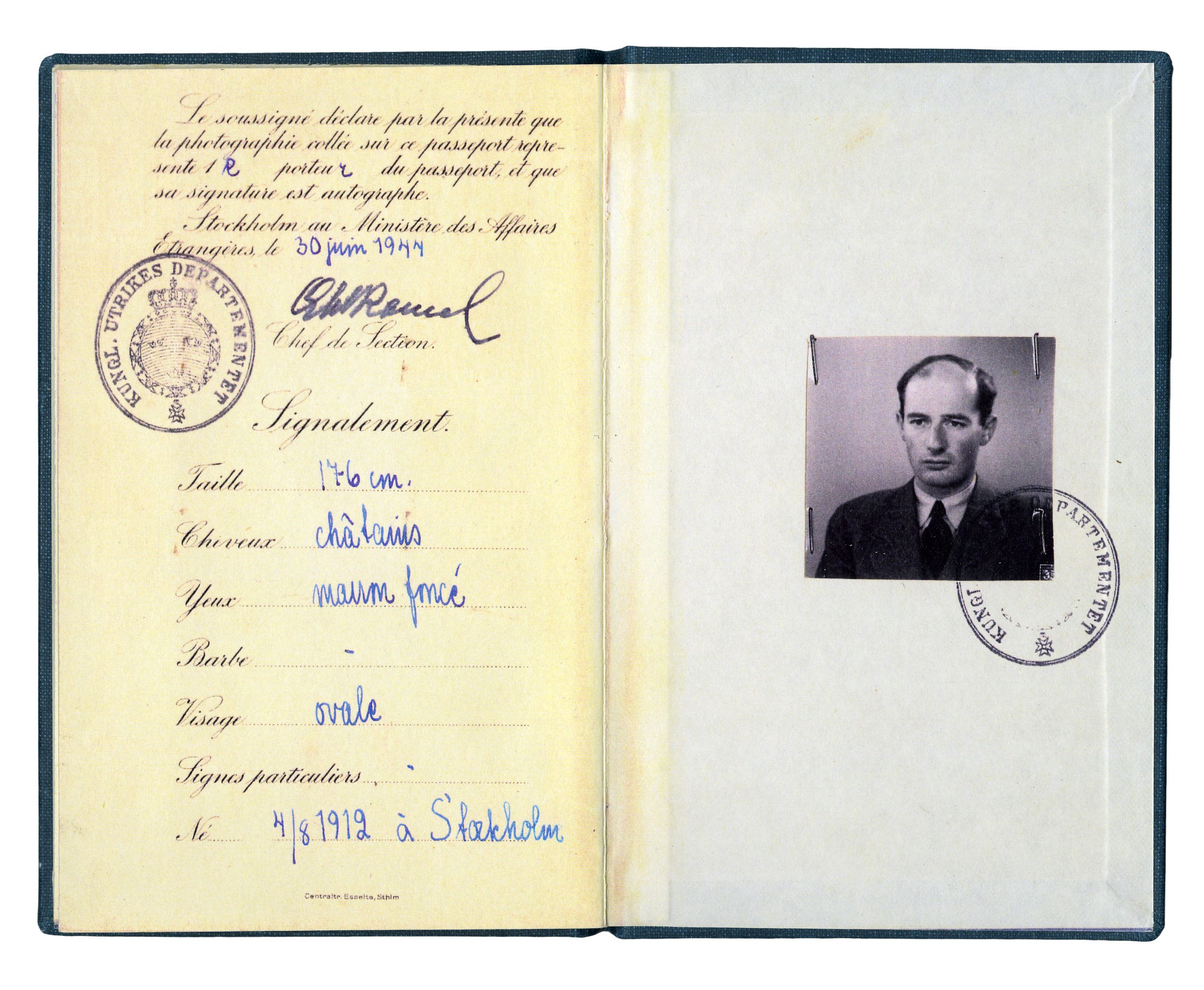
Ett svenskt diplomatpass från 1944 tillhörande Raoul Wallenberg.

Ett svenskt pass används för att identifiera svenska medborgare, särskilt vid resor utanför Sverige. 

## Grundläggande
Svenska pass utfärdas av Polismyndigheten samt av svenska utlandsmyndigheter. För att söka behöver den sökande vara svensk medborgare och personligen besöka ett passkontor och där uppvisa utgånget pass eller en giltig svensk legitimation. Om dessa handlingar saknas kan närstående anhörig intyga identiteten, alternativt arbetsgivare eller kommunal tjänsteman som känner den sökande. Sådan medföljande person måste inneha giltig svensk legitimation. För pass till barn måste både barnet och vårdnadshavarna vara med vid ansökan. 
Samma ansökningsregler som för utfärdande av pass gäller för nationella id-kort.
Giltighetstiden för ett vanligt svenskt pass är fem år för vuxna och tre år för barn under 12 år. Giltighetstiden för pass till barn under 12 år sänktes från och med 15 april 2016.

### Fotnoter
1. ↑  Fakta om pass och nationellt id-kort, Polismyndigheten, besökt 10 oktober 2016